# Symbol kontynuacji
Symbol kontynuacji to element składni określonego języka programowania, informujący translator, o kontynuowaniu zapisu elementu kodu w kolejnej linii tekstu kodu źródłowego.
W językach programowania o zapisie swobodnym, instrukcja w kodzie źródłowym może być zwykle zapisana w wielu wierszach tekstu. W tym przypadku znak nowego wiersza (i ewentualnie inne znaki jak np. znak powrotu karetki), jest po prostu separatorem, pełniącym równocześnie funkcję formatowania wydruku (rozumianego także jako wyświetlanie na ekranie monitora, czy też zapisu do pliku tekstowego).  Istnieją jednak języki, w których nałożone zostało istotne ograniczenia na format zapisu kodu źródłowego, bądź znak nowej linii pełni rolę separatora bądź terminatora instrukcji. W tych przypadkach, kontynuacja instrukcji w kolejnych wierszach wymaga – o ile język w ogóle dopuszcza taką konstrukcję – specjalnego oznaczenia, iż następny wiersza jest kontynuacją zapisu z wiersza poprzedniego.
Można wyróżnić następujące przypadki:
- instrukcja może być zapisana tylko w 1 wierszu,
- instrukcja może być kontynuowana w kolejnym wierszu, liczba wierszy kontynuacji może być ograniczona, a fakt takiej kontynuacji wymaga specjalnego oznacznika umieszczonego
  - w wierszu pierwszym – kontynuowanym (i ewentualnie następnych)
  - w wierszy następnym – stanowiącym kontynuację wiersza poprzedniego
- instrukcja może być kontynuowana w wierszach następnych, bez specjalnych ograniczeń lub oznaczeń.

Przykład:
```
' Visual Basic

If
 
(
MyStack
.
Count
>
0
)
 
And
 
_

   
(
MyStack
.
Seek
=
0
)
 
Then

  
…

End
 
If

```

Symbol kontynuacji zwykle dotyczy zapisu instrukcji, rzadziej odnosić się może również do podziału zapisu literałów złożonych takich jak literały tablicowe lub łańcuchowe.
Przykład w Icon:
```
a
:=
"To jest jeden łańcuch _

    znaków zapisany w trzech liniach kodu, _

    ale spacje początkowe są ignorowane."

```

Zmiennej a zostanie przypisany łańcuch: "To jest jeden łańcuch znaków zapisany w trzech liniach kodu, ale spacje początkowe są ignorowane."
| język programowania  | symbol umieszczony                                                       | symbol umieszczony                                                                                       |
| język programowania  | na końcu poprzedniego wiersza                                            | na początku następnego wiersza                                                                           |
| -------------------- | ------------------------------------------------------------------------ | --- |
| C, C++ - preprocesor | \ ukośnik wsteczny                                                       | |
| Fortran 77           |                                                                          | dowolny znak różny od spacji lub zera na poz. 6 wiersza (1 wiersza + maksymalnie 19 wierszy kontynuacji) |
| Icon                 | _ (kreska podkreślenia), dotyczy literałów łańcuchowych i zbiorów znaków | |
| Makefile (Borland)   | \ ukośnik wsteczny                                                       | |
| Python               | \ ukośnik wsteczny                                                       | |
| Ruby                 | \ ukośnik wsteczny                                                       | |
| Snobol               |                                                                          | . (kropka) lub + (plus), pierwszy znak wiersza                                                           |
| Visual Basic         | _ (kreska podkreślenia)                                                  | |